# Pippo Chennedy Show
Pippo Chennedy Show è stato uno spettacolo televisivo di intrattenimento andato in onda dal 14 marzo al 9 maggio 1997 su Rai 2 dal Centro di produzione Rai di Napoli. Ideato da Serena Dandini e Corrado Guzzanti, la trasmissione era condotta dalla stessa Dandini insieme a Corrado Guzzanti.

## Il programma
Il titolo del programma si riferiva con «Pippo» al re dei presentatori Pippo Baudo e con «Chennedy» alla passione dell'allora vicepresidente del Consiglio Walter Veltroni per l'America.
Il programma, diventato presto di culto per le numerose e riuscite imitazioni di personaggi politici da parte dei fratelli Guzzanti, ha dato comunque spazio a tantissimi altri comici, di cui alcuni emergenti, tra i quali si ricordano Neri Marcorè, Ale & Franz, Antonio e Michele, Rocco Barbaro, Adolfo Margiotta e Massimo Olcese, Alessandra Faiella, Anna Meacci e Giovanni Esposito. In alcune puntate inoltre vennero presentati due corti dell'attore Antonio Rezza e nell'ultima puntata partecipò Francesco Paolantoni.
I comici erano spesso seduti tra il pubblico, con il quale si trovavano spesso anche a interagire, e interrompevano di continuo la conduttrice che si trovava poi, suo malgrado, a fare da spalla agli sketch. Molte scenette avvenivano per mezzo di fittizi "collegamenti esterni", a volte da luoghi immaginari o da luoghi reali ricostruiti con scenografie. Il programma fu uno dei primi a parlare di Internet al grande pubblico: alcuni collegamenti lanciati dalla Dandini simulavano delle sorte di videochat, con i personaggi mostrati in una finestra del browser Netscape. Inoltre, alla frase della conduttrice "colleghiamoci con il mondo di Internet" era possibile sentire in sottofondo i tipici rumori della connessione del modem a 56k. Il valletto Anthony era spesso mostrato alle prese con un computer.
Un altro argomento molto trattato era la satira politica, con le parodie dei leader dei partiti più in vista interpretati in maggioranza dai fratelli Guzzanti, in particolare Sabina.
A partire dal 14 aprile 1997, dal lunedì al giovedì sono state trasmesse pillole di Pippo Chennedy Show in una striscia preserale in onda dalle 19.50 alle 20.30 sempre su Rai 2 intitolata Pippo Chennedy Short.
Nell'ultima puntata del programma è andato in onda il meglio delle puntate precedenti, inframezzato da alcune riprese dal backstage che mostravano la preparazione degli attori prima di entrare in studio e durante le prove.

## Personaggi

### Corrado Guzzanti
- Pippo Chennedy è un presentatore arrogante e cialtrone che simula un accento napoletano posticcio. Il nome e il tono di voce ricordano l'onnipresente Pippo Baudo, ma vi si possono cogliere tratti di svariati personaggi televisivi come Fiorello. Caratteristiche di Pippo Chennedy sono un codino grigio argenteo legato dietro la nuca, presente anche nelle sue guardie del corpo (Olcese e Margiotta), un'unica basetta (la destra) e la giacca di paillettes dai colori sgargianti. Interagisce con gli ospiti in studio manifestando una morbosa tendenza a raccontare i dettagli più sordidi della loro vita e precede sempre la conduttrice negli annunci.
- Quelo è un comune padre di famiglia foggiano che, tramite un sito internet, cerca di trascinare il più alto numero possibile di adepti verso la "religione di Quelo". Si propone come un santone in accappatoio accompagnato da un buffo totem di legno rettangolare, che risponde in modo vago e surreale alle domande di chi gli telefona. Inventore di numerosissimi tormentoni (come ad esempio "la seconda che hai detto", "c'è grossa crisi", "lo sai a che ora mi sono alzato stamattina? Alle sette meno un quarto!"), Quelo viene riproposto più volte in trasmissioni e spettacoli teatrali dell'attore comico romano.
- Dottor Gianni Livore è un uomo in vestaglia dalla parlata romanesca, in preda di tic e devastanti nevrosi, che sfoga su internet la sua incapacità di comunicare con la moglie (interpretata da Rocco Barbaro), casalinga abruzzese dalle incrollabili abitudini e letali tradizioni culinarie. Caratterizzato da un forte tremore e da un tono di voce altissimo, Livore inveisce contro praticamente qualsiasi cosa, fornendo punti di vista precisi ma spesso inopportuni e deviando in maniera surreale dalle domande che la Dandini gli pone, rispondendo a volte con il suo tormentone "Pe' questo, questo e quest'altro motivo!". Trangugia pillole e beve intrugli fumosi e conclude ogni collegamento con la frase «stacca, voglio parlà co' Tokyo».
- Gianfranco Funari si confronta di volta in volta con la conduttrice sui temi dell'attualità politica, non mancando mai di citare e lodare esageratamente il suo sponsor, l'immaginaria mortadella Rigà. Sigaretta tra le dita e padronanza assoluta della scena, è solito utilizzare metafore elaborate e fantasiose per dire la sua sull'argomento in oggetto, spesso coadiuvato dalla suocera (interpretata da Maurizio Marchitelli).

### Sabina Guzzanti
- Valeria Marini. La parodia della nota soubrette sarda si distingue per il suo fisico giunonico, il suo linguaggio sgrammaticato e paradossale ("l'astice" sta per "l'apice") e la sua ossessione per i problemi con la sua immagine, una sorta di alter ego (interpretato da Caterina Guzzanti) che la monopolizza. Al suo arrivo in trasmissione finisce sempre per inciampare e rotolare dalle scale. Talvolta si esibisce in pezzi di musica "contemporanea", come nel simil - Luciano Berio "Ode alla mucca pazza" e non manca di ricordare l'importanza del suo pedicure Pascal (Neri Marcorè). La Marini/Guzzanti sarà in seguito il perno della trasmissione La posta del cuore.
- Signora Caterina, anziana commerciante fiorentina, fan di Lamberto Dini. Ricchissima proprietaria di diverse attività commerciali, vota a sinistra ma non sembra molto convinta della sua scelta. Si rivela innamorata del Notaio.
- Massimo D'Alema, anche detto Dalai Lema, dipinto come un politico arrogantissimo sempre intento a creare sottili strategie elettorali disegnate sopra la sua plancia detta Dalemone, le quali coinvolgono molto spesso Berlusconi.
- Silvio Berlusconi, esibizionista e spesso nervoso, solitamente reagisce con favore alle proposte di D'Alema.
- Rocco Buttiglione. Il politico dei Cristiani Democratici Uniti era raffigurato come un uomo religioso e un po' ingenuo, perennemente con la caramella in bocca, che chiedeva - sempre vanamente - ai principali leader degli altri partiti di donargli i loro voti. Si esprimeva citando fantasmagorici autori come "Severone da Berna" o "Rosicchino da Topolonia".

### Altri personaggi
- I ragazzi delle ragazze: parodia delle boy band degli anni Novanta, aprono il programma cantando la sigla Terra Terra. Il nome richiama vagamente i Ragazzi Italiani, boy band che nel 1997 aveva partecipato al Festival di Sanremo con il brano Vero amore. Lo stile e i nomi sono volutamente trash e assurdi, mentre il loro "pezzo" è un inno al vuoto generazionale e al nonsense. I 5 componenti sono Geppo (Corrado Guzzanti), Giuso (Olcese), Gianfranzo (Margiotta), Sugo (Marco Marzocca, che parlava con un tono di voce che ricordava un altro dei personaggi del comico romano, ovvero Michelino) e Dado (Neri Marcorè). Tra le loro fans si distingue una giovanissima Caterina Guzzanti nel ruolo della coatta romana superficiale e un po' cafona.
- Pier Ferdinando Casini detto "Pierferdi": Neri Marcorè imita il noto politico, allora segretario del CCD, accentuandone l'accento emiliano. Con fare lascivo e continui riferimenti politico-sessuali, Pierferdi invita internauti ed elettori ad unirsi a un fantomatico "grande centro" di forze democratiche.
- Pakoman, anch'esso interpretato da Marcorè, è uno spogliarellista amico di Alexia. Parodia degli spogliarellisti, visti come degli esseri tutti muscoli e niente cervello, Pakoman era un mago nella sua arte, ma aveva un punto debole: la cultura. Appena la Dandini gli pronunciava la parola "cultura", Pakoman arretrava spaventato ed usciva di scena. Durante l'ultima puntata, però, si scopre che la sua paura era una finzione e che in realtà Pakoman non solo era intelligentissimo (era laureato in filosofia con 110 e lode), ma che faceva lo spogliarellista per sbarcare il lunario visto che non riusciva a trovare lavoro.
- Alexia (Alessandra Faiella): rivisitazione grottesca delle ragazze immagine da discoteca, vestita di un top e una minigonna in plastica verde su calzamaglia nera, Alexia è una cubista "diplomata" ma piuttosto disimpegnata che abbina particolari movenze ad altrettanti tormentoni come "ambient", "explosion" e "se pensi al sociale non sei sensuale". Il nome del personaggio era anche un riferimento ad Alexia, cantante di musica dance molto in voga tra i giovani di quel periodo. Alessandra Faiella durante la seconda metà del programma introdusse anche un altro personaggio, ovvero la mamma di Alexia, un'anziana contadina bassa di statura che si esprimeva con l'espressione volgare milanese "va a dà via el cü" a ogni cosa che le si diceva.
- Silvia: ventenne napoletana dei quartieri alti (il padre le fornisce una paghetta di lire 850.000 settimanali), Silvia esordisce in trasmissione chiamando a gran voce l'amica Manu, con la quale deve recarsi alla festa dell'amico comune Giampi, che è anche il suo fidanzato (in una puntata addirittura lo si vedrà, rivelando che non la ama e che sta con lei solo per i suoi soldi). Viziata, lamentosa e sempre munita di telefonino, è ossessionata dalle doppie punte, che considera un problema "sconvolgente e a tratti allucinante". Suoi tormentoni famosi "non esiste proprio" e "comedevofarecomedevofarecomedevofareee?", con i quali investe la presentatrice da lei rinominata "Dandi". Nell'ultima puntata rivelerà addirittura non solo di conoscere Lorenzo, l'eterno adolescente interpretato da Corrado Guzzanti, ma che quest'ultimo è anche un carissimo amico di Giampi. La interpreta Antonio D'Ausilio, riproponendo lo stesso sketch della trasmissione locale napoletana TeleGaribaldi.
- Il valletto Anthony: è Michele Caputo, già in duo con D'Ausilio per TeleGaribaldi, di cui ripropone il personaggio del tossicodipendente Marittiello. La Dandini lo utilizza come valletto ma lui sembra incapace di risolvere anche i compiti più semplici. Costantemente stralunato e barcollante (con una capigliatura e un accento strascicato vagamente ispirati a Massimo Troisi), chiamava Serena Dandini "Professoressa" e chiedeva a chiunque cento lire in prestito (il suo tormentone era: "A tale proposito, volevo cogliere l'occasione per... tenesse cento lire?").
- Il notaio interpretato da Marco Marzocca è un anziano e piuttosto rintronato uomo di legge dall'accento siciliano, a cui la Dandini si rivolge per sapere se questa o quella azione può essere lecita e può svolgersi a norma. Dopo estenuanti elenchi di articoli, codici e normative, conclude immancabilmente che "è possibboli", prima di ripiombare nel sonno.
- Rocco Barbaro è un disoccupato calabrese inetto, pigro e maschilista. La sua unica occupazione è fumare e sta bene attento a non fare niente che gli possa procurare un minimo di fatica fisica. Il suo tormentone è "me ne fotto", detto praticamente in risposta a qualsiasi cosa.
- Giovanna, interpretata da Orsetta De Rossi, è una ragazza di vent'anni molto timida ed insicura, che aveva scritto al Pippo Chennedy Show per parlare del suo problema. Ma ogni volta che ci provava, si bloccava facendo praticamente scena muta. A sbloccarla ci pensò in un primo momento Alexia, "impiantandole" il suo stile di vita, lo stile di vita "ambient", riuscendo nell'intento e trasformandola in una cubista. Quando però fu il momento di riaffrontare il problema, Giovanna ritornò a chiudersi in sé stessa. Il problema fu definitivamente risolto da Pippo Chennedy, che, corrompendola con del denaro, le prestò la sua giacca e la trasformò in una sua versione al femminile.
- Ale & Franz, interpretati dall'omonimo duo, erano due ragazzi vestiti in modo uguale (felpa bianca a righe nere e pantaloni jeans) che alla prima puntata si presentarono dicendo che "erano stati clonati prima della pecora" (riferimento alla clonazione della pecora Dolly, che allora era un evento unico nel suo genere). I loro siparietti vertevano sul surreale al punto che scelsero di andare a vivere nell'ascensore dello studio.
- La Schicchera, interpretata da Anna Meacci, è una giornalista inviata speciale dell'era di Michele Santoro. Sparito Santoro dalla circolazione, la Schicchera lavora come se niente fosse anche perché, se le si rivelasse che il suo ex datore di lavoro non c'è più, non riuscirebbe a superare il trauma. Si rivolge a Serena Dandini chiamandola "Michele", ma, quando la Dandini le rivelerà di non chiamarsi Michele, lei le dirà "Ma lo sapevo! Lo sapevo che eri Gad Lerner!".
- Gianni & Pinoli, interpretati da  Adolfo Margiotta e Massimo Olcese, erano la parodia dei cosiddetti "guappi" napoletani, con tanto di sfondo della città partenopea dietro.
- Le Guardie del Corpo, interpretate da Olcese & Margiotta, seguivano Pippo Chennedy nelle sue apparizioni. Si presentavano con la stessa capigliatura di Pippo Chennedy e indossavano una maglietta con su scritto "Pippo Chennedy".
- La signora Silvana, interpretata da Egidia Bruno, è una distinta signora dal forte accento lucano. Sviluppa, non ricambiata, un interesse sentimentale verso Rocco Barbaro, dando luogo a dialoghi e siparietti comici per il contrasto tra l'assoluto menefreghismo di quest'ultimo e la passione di lei.
- Stella, interpretata da Caterina Guzzanti, era la parodia delle studentesse liceali fan sfegatate delle boy band di quel periodo. In particolare, Stella era innamoratissima di Geppo, il leader della band I ragazzi delle ragazze (interpretato da Corrado Guzzanti) e in una puntata riuscì anche a coronare il suo sogno di trovarselo faccia a faccia. Il personaggio di Stella rappresenta anche l'esordio di Caterina Guzzanti come attrice comica.